# 17. etape af Tour de France 2013
Syttende etape af Tour de France 2013 er en 32 km lang etape der køres som en enkeltstart. Den bliver kørt onsdag den 17. juli fra Embrun til Chorges i Hautes-Alpes. Etapen er den anden ud af løbets to enkeltstarter.
Det er Chorges første gang som enten er start- eller målby for en etape i Tour de France, i mens det bliver Embruns tredje gang som vært for løbet.